# Dolní Třebonín
Dolní Třebonín är en ort i Tjeckien.   Den ligger i regionen Södra Böhmen, i den södra delen av landet, 140 km söder om huvudstaden Prag. Dolní Třebonín ligger 524 meter över havet och antalet invånare är 827.
Terrängen runt Dolní Třebonín är platt åt nordost, men åt sydväst är den kuperad. Runt Dolní Třebonín är det ganska tätbefolkat, med 83 invånare per kvadratkilometer. Närmaste större samhälle är České Budějovice, 14,0 km norr om Dolní Třebonín. Omgivningarna runt Dolní Třebonín är en mosaik av jordbruksmark och naturlig växtlighet.